# Hans von Hopfen

Hans von Hopfen

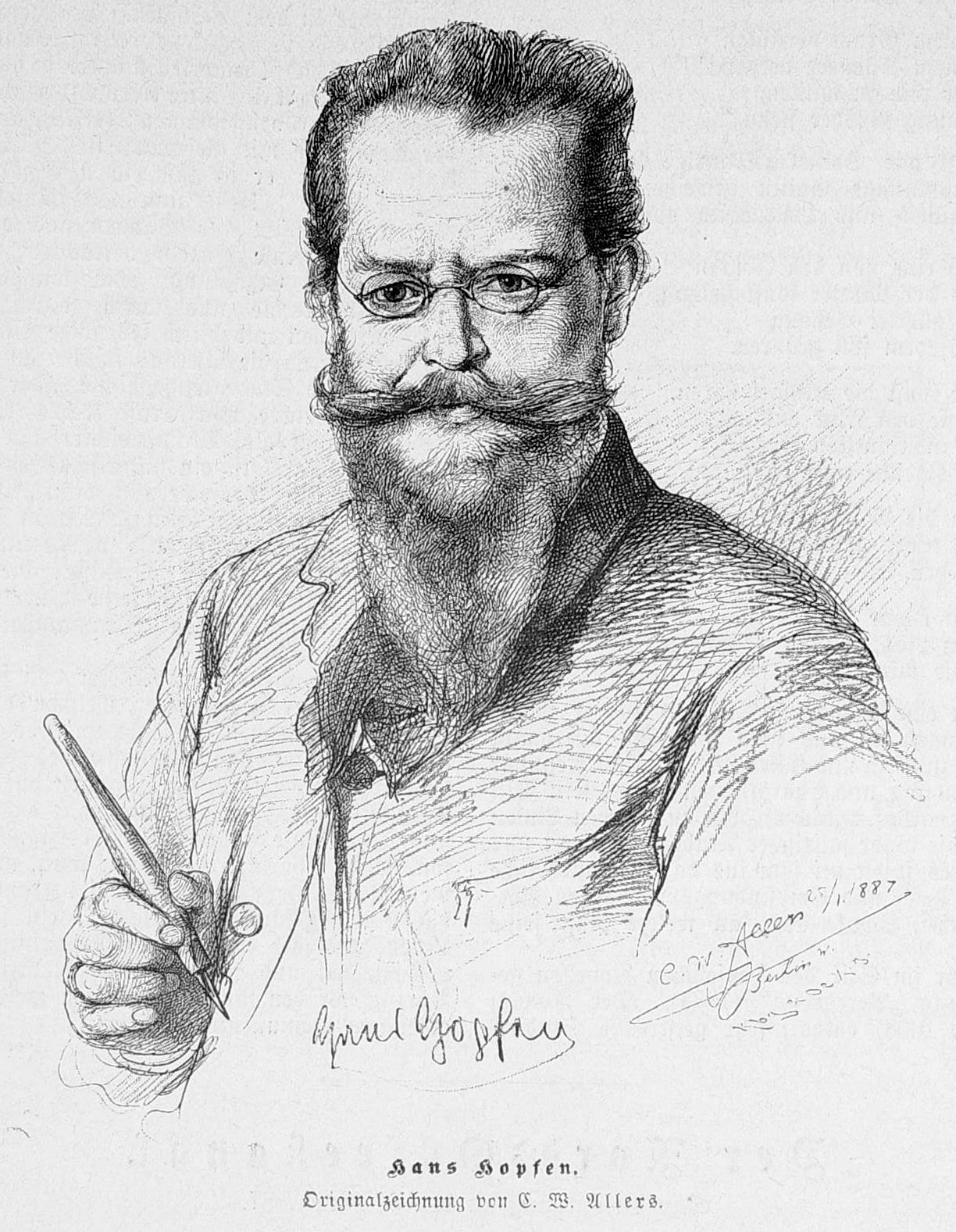
C. W. Allers: Hans Hopfen (1897)

Hans Hopfen, Der letzte Hieb, 5. Auflage, Stuttgart/Berlin 1907

Hans Demetrius Hopfen, ab 1888 Ritter von Hopfen, (* 3. Januar 1835 in München als Hans Mayer; † 19. November 1904 in Groß-Lichterfelde [heute Berlin]) war ein deutscher Schriftsteller.

## Leben
Hans Mayer war Sohn der Tänzerin und Schauspielerin Angelotta Mayer (1807–1880), Tochter des später als Mayer von Lindenthal geadelten kaiserlich-königlichen Oberarztes Karl Mayer und der Wilhelmine Therese Ronchi Edle von Löwenfeld. Im Alter von 10 Jahren wurde er von seinem Vater Simon Hopfen, einem jüdischen Kaufmann, anerkannt. Hans Hopfen studierte von 1853 bis 1858 Rechtswissenschaft und Geschichte an der Ludwig-Maximilians-Universität München. 1854 wurde er Mitglied (später Ehrenmitglied) des Corps Franconia München.
Aus dem Staatsdienst des Königreichs Bayern schied er bald nach dem Referendariat aus. Er begann mit der Veröffentlichung erster Lieder und Balladen in dem von Emanuel Geibel herausgegebenen Münchener Dichterbuch (1862) und wurde Mitglied des Münchner Dichterkreises. Den Ruf eines begabten Romantikers erwarb er sich schon als 25-Jähriger mit seinen Gedichten. Die wuchtige Ballade von der Sendlinger Bauernschlacht ist ein Höhepunkt seines Schaffens. Weithin bekannt wurde auch sein humorvoller Bauernroman Der alte Praktikant. Josef Viktor Widmann würdigt Hopfen in Rector Müslin’s Italiänische Reise (1881): „Liebes Bellano! Du bist der bescheidene, edle Künstler, den erst Wenige kennen und schätzen; Bellaggio ist ein Künstler, der in seiner Jugend sich durch gute Werke einen Namen gemacht hat; seither ist er ganz schlecht geworden und schmiert darauf los; aber sein schimmernder Name blendet noch immer die Menge, wie das Hans Hopfen in seiner hübschen Geschichte: ‚Der Pinsel Ming’s‘ so graziös geschildert hat.“ (S. 26 f.)
Eine Bildungsreise führte Hopfen 1862 nach Venedig. 1863 ging er nach Paris und 1864 nach Wien, wo er bald Franz Grillparzer nahestand. Ebenfalls 1864 promovierte ihn die Universität Tübingen zum Dr. phil.
1865/66 war er unter der Präsidentschaft von Paul Heyse Generalsekretär der Deutschen Schillerstiftung in Wien. Seit 1866 lebte er als freier Schriftsteller in Berlin. 1880 wurde ihm vom bayerischen König der Michaelsorden (Ritter I. Klasse) verliehen. Im Dreikaiserjahr (1888) folgte der Verdienstorden der Bayerischen Krone durch Prinzregent Luitpold von Bayern, womit der persönliche Adel mit dem Prädikat „Ritter von“ verbunden war.
Bedeutung erlangte Hopfen auch als führende Persönlichkeit des 1888 gegründeten Verbandes Alter Corpsstudenten (VAC), dessen Vorsitzender er von 1895 bis zu seinem Tod war. Nach seiner Amtsübernahme legte er den Plan vor, dem Fürsten Otto von Bismarck zum 80. Geburtstag auf der Rudelsburg ein corpsstudentisches Denkmal zu setzen. Schon am 25. Juni konnte er den Grundstein legen. 1897 gründete er den Teltower AHSC zu Berlin.
Hans von Hopfen starb gegen Mittag des 19. November 1904, wenige Wochen vor seinem 70. Geburtstag, in seiner Villa in Groß-Lichterfelde an einem Lungenödem, nachdem er sich in der Nacht zuvor erstmals über Unwohlsein beklagt hatte. Die Beisetzung erfolgte am 23. November auf dem katholischen Friedhof der St.-Matthias-Gemeinde in Mariendorf, heute im Berliner Ortsteil Tempelhof gelegen. Das Grabmal ist nicht erhalten.

## Werke
- Peregretta, Roman, Berlin 1864
- Der Pinsel Ming’s. Eine sehr ergötzliche chinesische Geschichte in Versen, Stuttgart 1868 (Digitalisat bei Google Books; enthalten in: Gedichte, 1883, S. 129–156)
- Verdorben zu Paris, Roman, 2 Bände, Stuttgart 1868
- Arge Sitten, Roman, 2 Bände, Stuttgart 1869
- Aschenbrödel, Schauspiel, 1869
- In der Mark, Schauspiel, 1870
- Der graue Freund, Roman, 4 Bände, Stuttgart 1874
- Juschu. Tagebuch eines Schauspielers, Stuttgart 1875
- Verfehlte Liebe. Roman, 2 Bände, Hallberger, Stuttgart 1876
- Bayrische Dorfgeschichten, Stuttgart 1878
- Der alte Praktikant. Eine bayrische Dorfgeschichte. Hallberger, Leipzig u. Stuttgart 1878 (Digitalisat bei Google Books)
- Die Heirat des Herrn von Waldenberg, 3 Bände, Stuttgart 1879
- Die Geschichten des Majors, Berlin 1880
- Kleine Leute. Drei Novellen (Um den Engel; Gewitter im Frühling; Trudel’s Ball). Schneider, Berlin 1880
- Mein Onkel Don Juan. Eine Geschichte aus dem vorigen Jahrhundert. Roman, Berlin 1881[7]
  - Vorrede zu der Geschichte „Mein Onkel Don Juan“. Gedicht (8 Stanzen) in: Gedichte (1883), S. 185–187 (Digitalisat im Internet Archive)
- Erzählung, 2 Bände, Berlin 1881
- Die Einsame. Zwei Novellen in einer. Heinrich Minden, Dresden 1882
  - Widmung des Romans „Die Einsame“ Seiner königlichen Hoheit dem Großherzog von Sachsen. Gedicht in: Gedichte (1883), S. 192–194 (Digitalisat im Internet Archive)
- Gedichte, Berlin 1883 (Digitalisat bei Google Books; Digitalisat der 3. Auflage von 1885 im Internet Archive)
- Tiroler Geschichten, 2 Bände, Dresden 1884–1885.
- Das Allheilmittel, Dresden 1885
- Der letzte Hieb. Eine Studentengeschichte, Stuttgart 1886
- Ein wunderlicher Heiliger. Eine Wiener Geschichte. Keil, Leipzig 1886
- Mein erstes Abenteuer und andere Geschichten (Wie der Wald verschwand – Rezept für junge Frauen – Mein erstes Abenteuer. = Engelhorn’s Allgemeine Romanbibliothek. Eine Auswahl der besten modernen Romane aller Völker. 2. Jg., Bd. 20). Engelhorn, Stuttgart 1886
- Der Genius und sein Erbe. Eine Künstlergeschichte (= Engelhorn’s Allgemeine Romanbibliothek. 3. Jg., Bd. 17). Engelhorn, Stuttgart 1887 (Digitalisat im Internet Archive)
- Robert Leichtfuß, Stuttgart 1888
- Neue Geschichten des Majors. Paetel, Berlin 1890
- Der Stellvertreter. Eine Erzählung. Paetel Verlag, Berlin 1891
- Die fünfzig Semmeln des Studiosus Taillefer. Eine Studentengeschichte. Paetel, Berlin 1891
- Es hat so sollen sein. Lustspiel, aufgeführt im Deutschen Volkstheater Wien, am 7. Januar 1893
- Die Siegerin. Eine Wiener Geschichte (= Engelhorn’s Allgemeine Romanbibliothek, 13. Jg., Bd. 4). Engelhorn, Stuttgart 1896
- Im Schlaf geschenkt. Eine kleine Geschichte aus der großen Stadt. Müller-Mann’sche Verlagsbuchhandlung, Leipzig, 1896
- Der Väter zweie. Eine Geschichte aus dem modernen Berlin. Roman in zwei Bänden (= Engelhorn’s Allgemeine Romanbibliothek, 15. Jg., Bde. 1 u. 2). Engelhorn, Stuttgart 1898
- Die Engelmacherin. Illustriert von Hermann Kaulbach und dem Bilde des Verfassers von R. Schulte im Hofe (= Eckstein’s illustrierte Roman-Bibliothek, 1. Jg., 4. Bd.). Eckstein, Berlin [1898]
- Die ganze Hand. Roman in zwei Bänden. Engelhorn, Stuttgart 1900
- Übereilte Werbung und Hotel Köpf. Zwei Geschichten. Müller-Mann, Leipzig 1900
- Zehn oder elf? Eine Erzählung aus dem Süden (= Engelhorn’s Allgemeine Romanbibliothek, 17. Jg., Bd. 20). Engelhorn, Stuttgart 1901
- Gotthard Lingens Fahrt nach dem Glück. Roman. G. Grote’sche Verlagsbuchhandlung, Berlin 1902